# Assassínio na Catedral
Assassínio na Catedral  é uma peça de teatro parcialmente em verso de T.S. Eliot que foi representada pela primeira vez em 1935 e que representa o assassínio do arcebispo Thomas Becket na Catedral de Cantuária (Inglaterra), em 1170. Para a escrita da peça de teatro, Eliot baseou-se fundamentalmente na narração histórica de Edward Grim, um clérigo que testemunhou o evento.
Assassínio na Catedral cujo tema central é a oposição de um proeminente clérigo à autoridade real foi escrita na época do ascenso do fascismo na Europa.
Algum do material poético que o produtor da primeira representação teatral pediu a Eliot para remover ou substituir no texto da peça de teatro foi transformado no poema Burnt Norton que depois foi incluido na obra poética Four Quartets.

## Enredo
A acção ocorre entre 2 e 29 de dezembro de 1170, retratando os desenvolvimentos que antecederam o martírio de Thomas Becket em Cantuária após o seu regresso da França onde tinha vivido durante sete anos. A luta interior de Becket é o foco principal da peça.
A peça está dividida em duas jornadas (actos) e um interlúdio. A primeira jornada ocorre no salão do paço arquiepiscopal de Thomas Becket em 2 de dezembro de 1170. A peça começa com um canto de Coro, antecipando a violência que se aproxima. O Coro é uma componente fundamental do drama ao intervir ao longo da peça emitindo comentários sobre a acção e estabelecendo uma ligação entre o público e os personagens e a acção, como num teatro grego. Estão presentes três sacerdotes que reflectem sobre a ausência de Becket e o crescimento do poder temporal. Após a intervenção de um Mensageiro chega  Becket que imediatamente inicia as suas reflexões sobre o seu martírio que se aproxima, que ele aceita, e que se entende como um sinal de seu próprio egoísmo, a sua fraqueza fatal. Depois chegam os Tentadores, três dos quais têm paralelo nas Tentações de Cristo.
O Primeiro Tentador oferece a perspectiva de segurança física::23
| Take a friend's advice. Leave well alone, Or your goose may be cooked and eaten to the bone. | Segui conselho amigo: deixai o bem em paz Ou o vosso pato será assado e comido até ao osso. |

O Segundo Tentador oferece poder, riquezas e fama ao serviço do Rei::25
| To set down the great, protect the poor, Beneath the throne of God can man do more? | Diminuir os grandes, proteger os pobres, Sob o trono de Deus, que mais podeis fazer? |

O Terceiro Tentador sugere uma coligação com os barões e a possibilidade de resistir ao Rei::30
| For us, Church favour would be an advantage, Blessing of Pope powerful protection In the fight for liberty. You, my Lord, In being with us, would fight a good stroke | Para nós, o favor da Igreja seria um bem, A bênção do Papa uma forte protecção A bem da liberdade. Vós, meu Senhor, Sendo connosco, acendei-nos valor: |

Finalmente, um Quarto Tentador incita-o a procurar a glória do martírio::34
| You hold the keys of heaven and hell. Power to bind and loose: bind, Thomas, bind, King and bishop under your heel. King, emperor, bishop, baron, king: | De céus e terra as haves terás na mão... O poder de ligr e desligar! Liga, Tomás, liga Rei e Bispo sob os teus pés. Rei, imperador, bispo, barão, rei: |

Becket responde a todos os Tentadores e aborda especificamente as sugestões imorais do Quarto Tentador no final do primeiro ato::41
| Now is my way clear, now is the meaning plain: Temptation shall not come in this kind again. The last temptation is the greatest treason: To do the right deed for the wrong reason. | Livre é já o meu caminho e seu sentido claro : Não voltarei assim a ser tentado. O derradeiro engodo era a maior traição: A um acto justo dar a má razão. |

O Interlúdio é um sermão em prosa de Becket na missa da Catedral na manhã de Natal de 1170. Discorre sobre a estranha contradição de o Natal ser simultaneamente um dia de luto e de alegria, o que os cristãos também sentem pelos mártires. E anuncia no final do seu sermão que é possível que em breve tenhais um novo mártir.:48 No sermão Becket esclarece o que em última instância pretende, não a sua santidade, mas a aceitação da sua morte como inevitável e como fazendo parte de um todo melhor.
O segundo Acto da peça ocorre no Paço do Arcebispo e na Catedral, a 29 de dezembro de 1170. Após uma cena inicial com o Coro e Padres, chegam quatro Cavaleiros com "negócios urgentes" do Rei. Estes cavaleiros ouviram o Rei falar da sua frustração com Becket e interpretaram isto como uma ordem para matar Becket. Eles acusam-no de traição, e ele reafirma a sua lealdade. Ele diz-lhes para o acusarem em público, e eles dispõem-se a atacá-lo, mas os padres intervêm. Os padres insistem para que ele saia e se proteja, mas ele recusa. Os cavaleiros saem e Becket diz novamente que está pronto para morrer. O Coro canta que eles sabiam que este conflito se aproximava, que há muito tempo estava no emaranhado das suas vidas, tanto temporais como espirituais. O Coro reflecte novamente sobre a devastação que está a chegar. Thomas é levado para a Catedral, onde entram os cavaleiros e o matam. O Coro lamenta: Purificai o ar! Limpai o céu! e A terra está suja, a água está suja, os nossas animais e todos nós estamos sujos de sangue.:75 No final da peça, os cavaleiros levantam-se, dirigem-se ao público e defendem as suas acções. O assassinato foi muito bem feito e para o bem: foi executado num espírito são, sobriamente e justificadamente, de modo que o poder da igreja não prejudicasse a estabilidade e o poder do estado.

## Análise crítica pelo próprio Eliot
Em 1951, na primeira  Palestra em Memória de Theodore Spencer na Universidade de Harvard, Eliot analisou criticamente as suas próprias peças na segunda metade da palestra, designadamente as peças Assassínio na Catedral, The Family Reunion e The Cocktail Party. A palestra foi publicada com o título Poesia e Teatro e posteriormente incluída na colectânea de textos de Eliot de 1957 On Poetry and Poets (Sobre Poesia e Poetas).

## Representações e adaptações

### Teatro
George Bell, Bispo de Chichester, foi fundamental ao colocar Eliot em contacto com o produtor E. Martin Browne na produção da peça de teatro The Rock, em 1934. Bell pediu então a Eliot que escrevesse outra peça para o Festival de Canterbury de 1935, tendo Eliot concordado em fazê-lo desde que Browne mais uma vez a produzisse, de que resultou a escrita e a primeira representação de Assassínio na Catedral. A primeira representação ocorreu em 15 de junho de 1935 na Casa do Capítulo da Catedral de Canterbury. Robert Speaight desempenhou o papel de Becket. A produção da peça foi depois mudada para o Teatro Mercury, Notting Hill Gate, em Londres, onde permaneceu em cena durante vários meses.

### Televisão e filme
A peça com Robert Speaight no principal papel foi transmitida ao vivo pela BBC em 1936 no início das suas emissões de TV.
Em 1951, tendo por base a peça de teatro, foi realizado um filme a preto e branco com o mesmo título que foi dirigido pelo realizador austríaco George Hoellering com música do compositor húngaro Laszlo Lajtha e que foi premiado no Venice Film Festival desse ano. No filme, o Quarto Tentador não apareceu em imagens, sendo a sua voz a do próprio T. S. Eliot.

### Ópera
A peça de teatro foi a base do libreto da ópera Assassinio nella cattedrale do compositor italiano  Ildebrando Pizzetti, que teve a primeira representação no La Scala, Milão, em 1958.

### Discografia
Uma gravação discográfica com Robert Donat no papel de Beckett foi lançada em 1953. Mais tarde, em 1968, foi lançada uma novo disco pela Caedmon records com Paul Scofield no papel de Thomas Becket, e em que participaram também Glenda Jackson e Cyril Cusack.

### Humor
No episódio 2 (1972) da Série 3, os Monty Python's Flying Circus usaram a peça de Eliot como base do anúncio de produto para perda de peso:
Padre: Estou aqui. Não traí o rei.
Primeiro Cavaleiro: Absolve todos aqueles que excomungaste.
Segundo Cavaleiro: Renuncia a todos os poderes que conquistaste.
Terceiro Cavaleiro: Renova a obediência que violaste.
Quarto Cavaleiro: Diminui polegadas nos teus quadris, coxas, nádegas e abdômen.
Em 1982, a peça foi objecto de uma sátira no programa cómico canadiano Second City Television/SCTV. Numa cena surreal, típica do programa, a peça é apresentada pela NASA e pelo projecto Mercúrio Buzz Aldrin, com actores vestidos de astronautas, e a acção narrada por Walter Cronkite como se estivessem numa missão na Lua da NASA. "[Transmissão espacial do astronauta]: Controle da missão ... Eu acho que encontramos um corpo". A missão é abortada quando as portas da catedral não se abrem, e nem mesmo a Atividade extraveicular de Becket as consegue abrir.